# Vanikoro cancellata
Vanikoro cancellata (Lamarck, 1822) è una specie di molluschi gasteropodi della sottoclasse Caenogastropoda. Con il nome (sinonimo) di Sigaretus cancellatus è la specie tipo del genere Vanikoro.

## Descrizione
Guscio leggero con guglia rialzata, alta fino a 25 mm. Protoconca inizialmente liscia, poi con 5 fili a spirale. Teleoconca inizialmente con nervature assiali ricurve attraversate da circa 10 corde spirali con 3-4 fili che si sviluppano tra le corde. Le costole assiali si allargano a pieghe basse, assiali sull'ultima spirale, spesso irregolarmente distanziate. I cavi e fili primari persistono producendo una superficie di tipo cancellata. Apertura ampia; labbro esterno semicircolare, liscio; labbro interno dell'apertura liscio. Ombelico quasi chiuso. Colore bianco. Periostraco sottile, marrone, con sottili lamelle assiali sulle nervature assiali. I periostraco presente nelle specie vive è solitamente assente nelle specie morte trovate sulla spiaggia.
Radula tenioglossa tipica del genere.

## Distribuzione e habitat
Le specie sono distribuite nell'Indo-Pacifico occidentale. In Australia si trovano dalla Australia Occidentale, intorno alla costa settentrionale e fino a Port Stephens, nel Nuovo Galles del Sud.
L'habitat di questi gasteropodi si trova nella zona intertidale e nella subtidale poco profonda sotto rocce o coralli. Abbastanza comune ai tropici.